# Campionato mondiale maschile under 20 di calcio 1993
Il Campionato mondiale di calcio Under-20 1993 è stata la nona edizione del Campionato mondiale di calcio Under-20, organizzato dalla FIFA. Si è tenuta dal 5 marzo al 20 marzo in Australia e è stata vinta dal Brasile.

## Fase a gironi
Le 16 squadre furono suddivise in quattro gruppi di quattro compagini ciascuno. Furono ammesse alla fase a eliminazione diretta le quattro vincitrici dei gruppi.

### Gruppo A
| Squadra   | Pt | G | V | N | P | GF | GS | DR |
| --------- | -- | - | - | - | - | -- | -- | -- |
| Russia    | 4  | 3 | 2 | 0 | 1 | 6  | 4  | +2 |
| Australia | 4  | 3 | 2 | 0 | 1 | 5  | 4  | +1 |
| Camerun   | 2  | 3 | 1 | 0 | 2 | 4  | 5  | -1 |
| Colombia  | 2  | 3 | 1 | 0 | 2 | 5  | 7  | -2 |

| Arbitro: | Kim Milton Nielsen |

|                        |           |              |
| Milicic 39' Muscat 78' | Marcatori | Zambrano 35' |

| Arbitro: | Renato Marsiglia |

|                         |           |  |
| Zazulin 1' Karataev 37' | Marcatori |  |

| Arbitro: | Rodrigo Badilla |

|                                               |           |            |
| Magomedov (aut.) 12' Milicic 69' Agostino 81' | Marcatori | Chudin 18' |

| Arbitro: | Essa Rashed Al Jassas |

|                                |           |                    |
| Zambrano 43', 83' Restrepo 45' | Marcatori | Foé 12' Ndiefi 44' |

| Arbitro: | Renato Marsiglia |

|  |           |                        |
|  | Marcatori | Tchoutang 44' Embé 90' |

| Arbitro: | Kim Milton Nielsen |

|                        |           |                                             |
| Betancourth 63' (rig.) | Marcatori | Karataev 6' (rig.) Ananko 19' Savchenko 86' |

### Gruppo B
| Squadra    | Pt | G | V | N | P | GF | GS | DR |
| ---------- | -- | - | - | - | - | -- | -- | -- |
| Uruguay    | 5  | 3 | 2 | 1 | 0 | 5  | 3  | +2 |
| Ghana      | 4  | 3 | 1 | 2 | 0 | 5  | 3  | +2 |
| Germania   | 3  | 3 | 1 | 1 | 1 | 4  | 4  | 0  |
| Portogallo | 0  | 3 | 0 | 0 | 3 | 1  | 5  | −4 |

| Arbitro: | Rémi Harrel |

|  |           |             |
|  | Marcatori | Jancker 86' |

| Arbitro: | Ahmet Çakar |

|            |           |             |
| Correa 22' | Marcatori | Ahinful 72' |

| Arbitro: | Letchmanasamy Kathirveloo |

|                               |           |                      |
| Breitenreiter 39' Jancker 80' | Marcatori | Kuffour 36' Duah 70' |

| Arbitro: | Fredy Burgos Escobar |

|           |           |                 |
| Bambo 32' | Marcatori | O'Neill 8', 87' |

| Arbitro: | Ahmet Çakar |

|                   |           |                     |
| Breitenreiter 74' | Marcatori | López 2' Correa 65' |

| Arbitro: | Letchmanasamy Kathirveloo |

|  |           |                        |
|  | Marcatori | Lamptey 5' Akonnor 42' |

### Gruppo C
| Squadra       | Pt | G | V | N | P | GF | GS | DR |
| ------------- | -- | - | - | - | - | -- | -- | -- |
| Inghilterra   | 5  | 3 | 2 | 1 | 0 | 3  | 1  | +2 |
| Stati Uniti   | 3  | 3 | 1 | 1 | 1 | 8  | 3  | +5 |
| Corea del Sud | 3  | 3 | 0 | 3 | 0 | 4  | 4  | 0  |
| Turchia       | 1  | 3 | 0 | 1 | 2 | 1  | 8  | −7 |

| Arbitro: | Hellmut Krug |

|                   |           |            |
| Watson 32' (aut.) | Marcatori | Pearce 82' |

| Arbitro: | Jorge Luis Nieves |

|  |           |                                                 |
|  | Marcatori | Baba 22' Joseph 26', 72' Faklaris 28', 46', 90' |

| Arbitro: | Jorge Luis Nieves |

|                   |           |  |
| Bart-Williams 69' | Marcatori |  |

| Arbitro: | Dodji Mawuk Hounnake Kouassi |

|         |           |            |
| Cho 48' | Marcatori | Recber 85' |

| Arbitro: | Jorge Luis Nieves |

|             |           |  |
| Joachim 12' | Marcatori |  |

| Arbitro: | Hellmut Krug |

|              |           |                        |
| Lee 39', 52' | Marcatori | Kelly 37' Zavagnin 78' |

### Gruppo D
| Squadra        | Pt | G | V | N | P | GF | GS | DR |
| -------------- | -- | - | - | - | - | -- | -- | -- |
| Brasile        | 5  | 3 | 2 | 1 | 0 | 4  | 1  | +3 |
| Messico        | 4  | 3 | 2 | 0 | 1 | 6  | 3  | +3 |
| Arabia Saudita | 2  | 3 | 0 | 2 | 1 | 1  | 2  | −1 |
| Norvegia       | 1  | 3 | 0 | 1 | 2 | 0  | 5  | −5 |

| Arbitro: | Richard Lorenc |

|                           |           |  |
| Nieto 45', 71' Olalde 84' | Marcatori |  |

| 7 marzo 1993 20:30 | Brasile            | 0 – 0 referto | Arabia Saudita | Adelaide (10 000 spett.)\| Arbitro: \| Serguei Khussainov \| |
| Arbitro:           | Serguei Khussainov |               |                |                                                              |

| 9 marzo 1993 18:15 | Norvegia   | 0 – 0 referto | Arabia Saudita | Adelaide (10 000 spett.)\| Arbitro: \| Omer Yengo \| |
| Arbitro:           | Omer Yengo |               |                |                                                      |

| Arbitro: | Armando Pérez Hoyos |

|           |           |                                    |
| Nieto 80' | Marcatori | Adriano 22' (rig.) Gian 56' (rig.) |

| Arbitro: | Serguei Khussainov |

|  |           |                      |
|  | Marcatori | Gian 59' Adriano 62' |

| Arbitro: | Richard Lorenc |

|                  |           |                |
| Salazar 60', 72' | Marcatori | Al Takrouni 5' |

## Fase a eliminazione diretta
|  | Quarti di finale     | Quarti di finale     |                   |           | Semifinali                | Semifinali                |  |  | Finale            | Finale |
|  |                      |                      |                   |           |                           |                           |  |  |                   |        |
|  | 13 marzo - Sydney    |                      |                   |           |                           |                           |  |  |                   |        |
|  |                      |                      |                   |           |                           |                           |  |  |                   |        |
|  | Russia               | 0                    |                   |           |                           |                           |  |  |                   |        |
|  | Russia               | 0                    | 17 marzo - Sydney |           |                           |                           |  |  |                   |        |
|  | Ghana                | 3                    |                   |           |                           |                           |  |  |                   |        |
|  | Ghana                | 3                    | Ghana             | 2         |                           |                           |  |  |                   |        |
|  | 14 marzo - Melbourne |                      | Ghana             | 2         |                           |                           |  |  |                   |        |
|  |                      | Inghilterra          | 1                 |           |                           |                           |  |  |                   |        |
|  | Inghilterra (dtr)    | Inghilterra          | 1                 | 0 (4)     |                           |                           |  |  |                   |        |
|  | Inghilterra (dtr)    |                      | 20 marzo - Sydney | 0 (4)     |                           |                           |  |  |                   |        |
|  | Messico              | 0 (3)                |                   |           |                           |                           |  |  |                   |        |
|  | Messico              | 0 (3)                | Ghana             | 1         |                           |                           |  |  |                   |        |
|  | 13 marzo - Brisbane  |                      | Ghana             | 1         |                           |                           |  |  |                   |        |
|  |                      | Brasile              | 2                 |           |                           |                           |  |  |                   |        |
|  | Uruguay              | Brasile              | 2                 | 1         |                           |                           |  |  |                   |        |
|  | Uruguay              | 17 marzo - Melbourne |                   | 1         |                           |                           |  |  |                   |        |
|  | Australia (dts)      | 2                    |                   |           |                           |                           |  |  |                   |        |
|  | Australia (dts)      | 2                    | Australia         | 0         | Finale per il terzo posto | Finale per il terzo posto |  |  |                   |        |
|  | 14 marzo - Adelaide  |                      | Australia         | 0         | Finale per il terzo posto | Finale per il terzo posto |  |  |                   |        |
|  |                      | Brasile              | 2                 |           |                           |                           |  |  |                   |        |
|  | Brasile              | Brasile              | 2                 | 3         | Inghilterra               | 2                         |  |  |                   |        |
|  | Brasile              |                      |                   | 3         | Inghilterra               | 2                         |  |  |                   |        |
|  | Stati Uniti          | 0                    |                   | Australia | 1                         |                           |  |  |                   |        |
|  | Stati Uniti          | 0                    |                   |           | 1                         |                           |  |  |                   |        |
|  |                      |                      |                   |           |                           |                           |  |  | 20 marzo - Sydney |        |
|  |                      |                      |                   |           |                           |                           |  |  |                   |        |

### Quarti di finale
| Arbitro: | Rémi Harrel |

|          |           |                              |
| Sena 21’ | Marcatori | 59’Agostino 99’ (gg) Carbone |

| Arbitro: | Rodrigo Badilla |

|  |           |                                |
|  | Marcatori | 72’ Ahinful 75’ Addo 83’ Asare |

| 14 marzo 1993 18:15 | Inghilterra  | 4 – 3 (d.t.s.) (d.c.r.) referto | Messico | Melbourne (11 000 spett.)\| Arbitro: \| Hellmut Krug \| |
| Arbitro:            | Hellmut Krug |                                 |         |                                                         |

| Arbitro: | Kim Milton Nielsen |

|                            |           |  |
| Bruno 32’ Adriano 51’, 90’ | Marcatori |  |

### Semifinali
| Arbitro: | Hellmut Krug |

|  |           |                         |
|  | Marcatori | Marcelinho 77' Catê 89' |

| Arbitro: | Armando Pérez Hoyos |

|                              |           |                    |
| Ahinful 14' (rig.) Gargo 24' | Marcatori | Pollock 49' (rig.) |

### Terzo posto
| Arbitro: | Letchmanasamy Kathirveloo |

|                          |           |             |
| Unsworth 39' Joachim 85' | Marcatori | Milicic 52' |

### Finale
| Arbitro: | Ahmet Çakar |

|          |           |                  |
| Duah 15' | Marcatori | Yan 50' Gian 88' |

## Premi
| Scarpa d'oro   | Pallone d'oro | Premio Fair Play |
| -------------- | ------------- | ---------------- |
| Henry Zambrano | Adriano       | Inghilterra      |